# Henry George-tétel
1977-ben Joseph Stiglitz megmutatta, hogy bizonyos feltételek mellett a közjavakba történő előnyös befektetések legalább annyival növelik az összesített telekbérleti díjakat, mint amennyi a beruházás költsége. Ezt az összefüggést Henry George-tételnek nevezték el, mivel igazolta Henry George felvetését, miszerint a telekértékekre kivetett „egyetlen adó” nemcsak hatékony, hanem az egyetlen adó, amely a közkiadások finanszírozásához szükséges.  Henry George szorgalmazta az összes többi adó felváltását a telekértékadóval.

## Elmélet
Bár a Stiglitz kéziratában meghatározott feltételek nem felelnek meg szigorúan a valóságnak, a tényleges viszonyok gyakran elég közel állnak az elméleti feltételezésekhez, miszerint az állami kiadások túlnyomó része valóban megnövekedett telekértékként kapitalizálódik.
A későbbi tanulmányok általánosították az elvet, és megállapították, hogy a tétel még lazább feltételezések esetén is érvényes. A tanulmányok azt mutatták, hogy még a jelenlegi telekárak is, amelyek a munkaerő és a beruházások jelenlegi adóterhei miatt nyomott állapotban vannak, elég magasak ahhoz, hogy a kormányzat minden szintjén helyettesítsék az adókat.   
A tételről zajlottak viták, hogy az nyújt-e gyakorlati útmutatót városok és vállalatok optimális méretének meghatározásához. A matematikai modellek arra engedtek több közgazdászt feltételezni, hogy egy entitás akkor éri el az optimális populációt, ha a további lakók ellentétes határköltségei és határhasznai egyensúlyban vannak.

## Fordítás
Ez a szócikk részben vagy egészben  a   Henry George theorem című angol Wikipédia-szócikk ezen változatának fordításán alapul.  Az eredeti cikk szerkesztőit annak laptörténete sorolja fel. Ez a jelzés csupán a megfogalmazás eredetét és a szerzői jogokat jelzi, nem szolgál a cikkben szereplő információk forrásmegjelöléseként.